# Drymarchon caudomaculatus
Drymarchon caudomaculatus là một loài rắn trong họ Rắn nước. Loài này được Wüster, Yrausquin & Mijares-Urrutia mô tả khoa học đầu tiên năm 2001.